# Шугозерское сельское поселение
Шуго́зерское се́льское поселе́ние — муниципальное образование в составе Тихвинского района Ленинградской области. Административный центр — посёлок Шугозеро.

## Географическое положение
Общая площадь — 979 км².
Расположено в северо-восточной части Тихвинского района.
- Граничит:
  - на северо-западе — с Ганьковским сельским поселением
  - на севере — с Пашозёрским сельским поселением
  - на западе — с Борским сельским поселением
  - на востоке и юге — с Бокситогорским районом

По территории поселения проходят автодороги:
- 41К-019 (Ганьково — Явшиницы)
- 41К-885 (Шугозеро — Никульское)
- 41К-889 (Шугозеро — Заречье)
- 41К-915 (Никульское — Верховье)
- 41К-918 (Григино — Лизаново)
- 41К-920 (Шуйга — Погорелец)
- 41К-921 (Андронниково — Селище)
- 41К-926 (Андронниково — Анхимово)
- 41К-928 (подъезд к дер. Поречье)
- 41К-929 (подъезд к дер. Мишуково)
- 41К-930 (подъезд к дер. Самара)
- 41К-931 (подъезд к дер. Олешково)

Расстояние от административного центра поселения до районного центра — 66 км.
По территории поселения протекают реки Пить, Паша. Самое большое из озёр — Шугозеро.

## Геология
Территория поселения расположена в зоне карбонового плато, которое принадлежит Валдайской возвышенности. Карбоновое плато сложено карбонатными и терригенными породами нижнего и среднего карбона. Карбон является районом развития карста. Карст связан со всеми горизонтами карбонатных пород. Таким образом, здесь образуется водоносные комплексы подземных вод: водоносный комплекс трещино-карстовых вод средне-каменноугольных отложений и водоносный комплекс нижнекаменноугольной толщи пород и порово-трещино-пластовые воды нижней песчано-глинистой толщи.
Территория поселения по геологическим условиям оценивается, в целом, как ограниченно благоприятная для строительства. Центральная части территории поселения, а также значительный участок на юге — относятся к флювиогляциальной равнине, которая оценивается как благоприятная для строительного освоения. Остальная часть территории Шугозерского сельского поселения расположена на холмисто-моренной и ледниково-озёрной равнинах, которые оцениваются как ограниченно благоприятные для строительного освоения и оптимальны для рекреационной деятельности. Вся эта часть принадлежит Валдайской возвышенности и относится к карстовому району.
На всей территории поселения множество вкраплений болотных равнин, богатых залежами торфа, которые являются неблагоприятными для строительного освоения. Торф, сжимаемый грунтом, в качестве основания для возведения зданий использоваться не может. Кроме этого пойменные террасы и низкие участки рек непригодны для строительства из-за затопления паводками. Участки месторождения полезных ископаемых (в том числе торфа) застройке не подлежат.

## Климат
Климат на территории поселения переходной от континентального к морскому:

— среднемесячная температура июля +16,6 °С, абсолютный максимум +33 °С; 

— среднемесячная температура января −10,5 °С, абсолютный максимум −55 °С с довольно продолжительной умеренно холодной зимой.
Продолжительность отопительного периода составляет 227—234 дня.
В течение всего года на территории Шугозерского сельского поселения преобладают юго-западные ветра, в холодный период наблюдаются увеличение юго-восточного.

## История
1 февраля 1963 года после ликвидации Капшинского района и включения его в состав Тихвинского района центр Кузьминского сельсовета был перенесён в посёлок Шугозеро.
По состоянию на 1990 год Кузьминский сельсовет был переименован в Шугозерский, в его состав включён упразднённый Пяльинский сельсовет.
18 января 1994 года постановлением главы администрации Ленинградской области № 10 «Об изменениях административно-территориального устройства районов Ленинградской области» Шугозерский сельсовет, также как и все другие сельсоветы области, преобразован в Шугозерскую волость, в неё вошёл бывший Явосельский сельсовет.
1 января 2006 года в соответствии с областным законом № 52-оз от 1 сентября 2004 года «Об установлении границ и наделении соответствующим статусом муниципального образования Тихвинский муниципальный район и муниципальных образований в его составе» было образовано Шугозерское сельское поселение, в которое вошли территория бывшей Шугозерской и частично Ганьковской волостей.

## Население
| 2006  | 2010  | 2011  | 2012  | 2013  | 2014  | 2015  |
| ----- | ----- | ----- | ----- | ----- | ----- | ----- |
| 3200  | ↘2667 | ↘2657 | ↘2619 | ↘2616 | ↘2598 | ↘2553 |
| 2016  | 2017  | 2018  | 2019  | 2020  | 2021  | 2023  |
| ↘2506 | ↘2429 | ↘2423 | ↘2355 | ↘2332 | ↗2443 | ↘2402 |
| 2024  | 2025  |       |       |       |       |       |
| ↘2380 | ↗2390 |       |       |       |       |       |

## Состав сельского поселения
В состав поселения включены 35 населённых пунктов:
| №  | Населённый пункт | Тип населённого пункта          | Население    |
| -- | ---------------- | ------------------------------- | ------------ |
| 1  | Андронниково     | деревня                         | ↘102 (2017)  |
| 2  | Анхимово         | деревня                         | →1 (2017)    |
| 3  | Большая Палуя    | деревня                         | ↗21 (2017)   |
| 4  | Бурмакино        | деревня                         | ↘8 (2017)    |
| 5  | Верховье         | деревня                         | ↗19 (2017)   |
| 6  | Григино          | деревня                         | ↗19 (2017)   |
| 7  | Заречье          | деревня                         | ↘15 (2017)   |
| 8  | Ивановское       | деревня                         | ↗19 (2017)   |
| 9  | Кильмуя          | деревня                         | ↗89 (2017)   |
| 10 | Клюшниково       | деревня                         | ↘3 (2017)    |
| 11 | Кошкино          | деревня                         | →0 (2017)    |
| 12 | Кузьминка        | деревня                         | ↗38 (2017)   |
| 13 | Лепуя            | деревня                         | ↗8 (2017)    |
| 14 | Лизаново         | деревня                         | ↗8 (2017)    |
| 15 | Макарьино        | деревня                         | ↘41 (2017)   |
| 16 | Максово          | деревня                         | ↗4 (2017)    |
| 17 | Малая Палуя      | деревня                         | ↗15 (2017)   |
| 18 | Мишуково         | деревня                         | ↘4 (2017)    |
| 19 | Мошково          | деревня                         | ↗82 (2017)   |
| 20 | Никульское       | деревня                         | ↘20 (2017)   |
| 21 | Нюрево           | деревня                         | ↗7 (2017)    |
| 22 | Олешково         | деревня                         | ↗29 (2017)   |
| 23 | Паньшино         | деревня                         | ↘0 (2017)    |
| 24 | Погорелец        | деревня                         | ↗11 (2017)   |
| 25 | Поречье          | деревня                         | ↘8 (2017)    |
| 26 | Самара           | деревня                         | ↘0 (2017)    |
| 27 | Селище           | деревня                         | ↘6 (2017)    |
| 28 | Сельцо           | деревня                         | ↗33 (2017)   |
| 29 | Тимошино         | деревня                         | ↗38 (2017)   |
| 30 | Ульяница         | деревня                         | ↘7 (2017)    |
| 31 | Ушаково          | деревня                         | ↗11 (2017)   |
| 32 | Чуганово         | деревня                         | ↗5 (2017)    |
| 33 | Чудское          | деревня                         | ↗9 (2017)    |
| 34 | Шугозеро         | посёлок, административный центр | ↗2167 (2017) |
| 35 | Шуйга            | деревня                         | ↗47 (2017)   |

## Инфраструктура
Сложившаяся частная застройка населённых пунктов поселения представляет собой, преимущественно, жилые дома в виде малоэтажных деревянных строений с надворными постройками — 1379 шт., в посёлке Шугозеро также имеются 5-ти и 2-х этажные многоквартирные дома.